# Pteronemobius hafferli
Pteronemobius hafferli är en insektsart som först beskrevs av Werner 1906.  Pteronemobius hafferli ingår i släktet Pteronemobius och familjen syrsor. Inga underarter finns listade i Catalogue of Life.